# Cowboy Bebop – Csillagközi fejvadászok
A Cowboy Bebop – Csillagközi fejvadászok (eredeti cím: Cowboy Bebop) 2021-es amerikai űrwestern, amelyet Christopher Yost alkotott, a Cowboy Bebop című japán animesorozat alapján. A főbb szerepekben John Cho, Mustafa Shakir, Daniella Pineda, Elena Satine és Alex Hassell látható.
Amerikában és Magyarországon 2021. november 19-én mutatta be a Netflix.
2021. december 9-én egy évad után törölték a sorozatot.

## Ismertető
2071-ben egy különc fejvadászcsoport a bűnözőket üldözi a Naprendszerben a Bebop űrhajón.

## Szereplők

### Főszereplők
| Szereplők      | Színész         | Magyar hang    | Leírás |
| -------------- | --------------- | -------------- | --- |
| Spike Spiegel  | John Cho        | Előd Álmos     | Mars szülötte fejvadász, aki korábban erőszakos bandatevékenységekben vett részt, és kiemelkedő képességekkel rendelkezik közelharcban és lövészetben.              |
| Faye Valentine | Daniella Pineda | Gáspár Kata    | Fejvadász, aki krioalvásból való felébresztése után emlékek nélkül tért magához.                                                                                    |
| Jet Black      | Mustafa Shakir  | Galambos Péter | Spike társa, a Bebop kapitánya és egykori ISSP-nyomozó, aki kiborgkart visel. Öt évet töltött börtönben egy téves ítélet miatt.                                     |
| Kőszív         | Alex Hassell    | Dolmány Attila | Spike ősellensége, egy hataloméhes gengszter a Vörös Sárkány bűnszindikátusból, aki egykor Spike legközelebbi barátja volt, mielőtt megromlott volna a kapcsolatuk. |
| Julia          | Elena Satine    | Peller Anna    | A végzet asszonya, aki ugyanolyan okos, mint amilyen gyönyörű. Bonyolult múlt köti össze Spike-kal és Kőszívvel, és mindkettejük érzelmeinek tárgya.                |
| Ein            | Charlie Harry   | Eredeti hang   | welsh corgi különleges képességekkel. |

### Mellékszereplők
| Szereplők | Színész              | Magyar hang            | Leírás                                                                                         |
| --------- | -------------------- | ---------------------- | ---------------------------------------------------------------------------------------------- |
| Ana       | Tamara Tunie         | Radó Denise            | Egy marsi földalatti jazzklub tulajdonosa, aki Spike számára afféle pótanyai szerepet tölt be. |
| Gren      | Mason Alexander Park | Nikas Dániel           | Jazz zenész, aki Anának dolgozik, és egyben Ana jobbkeze is.                                   |
| Punch     | Ira Munn             | Horváth-Töreki Gergely | A Big Shot, egy zsoldosvadász közszolgálati program műsorvezetői párosa.                       |
| Judy      | Lucy Currey          | Erdős Borcsa           | A Big Shot, egy zsoldosvadász közszolgálati program műsorvezetői párosa.                       |
| Chalmers  | Geoff Stults         | Dózsa Zoltán           | Az ISSP nyomozója, aki Jet volt feleségéhez ment hozzá.                                        |
| Woodcock  | Carmel McGlone       |                        | Jet informátora.                                                                               |
| Mao       | Rachel House         |                        | A bűnszervezet vezetője, aki a Szindikátus "Fehér Tigrisek" családját irányítja.               |
| Shin      | Ann Truong           |                        | Ikertestvérek, akiket Kőszív alkalmazott erőszakos embereiként.                                |
| Lin       | Hoa Xuande           | Ágoston Péter          | Ikertestvérek, akiket Kőszív alkalmazott erőszakos embereiként.                                |
| Caliban   | John Noble           | Dunai Tamás            | Az egyik a három idős közül, akik irányítják a Vörös Sárkány bűnszövetkezetet.                 |

### Magyar változat
- Magyar szöveg: Blahut Viktor, Dittrich-Varga Fruzsina
- Dalszöveg: Blahut Viktor
- Hangmérnök: Nemes László, Gábor Dániel
- Vágó: Kajdácsi Brigitta
- Gyártásvezető: Fehér József
- Szinkronrendező: Nikodém Zsigmond
- Zenei rendező: Molnár Gábor
- Produkciós vezető: Kónya Andrea

A szinkront a Mafilm Audio Kft. készítette.

## Epizódok
| Sor. | Év. | Cím                                       | Rendező           | Író                    | Premier            |
| ---- | --- | ----------------------------------------- | ----------------- | ---------------------- | ------------------ |
| 1.   | 1.  | Cowboy gospel (Cowboy Gospel)             | Alex Garcia Lopez | Christopher Yost       | 2021. november 19. |
| 2.   | 2.  | Vénusz pop (Venus Pop)                    | Alex Garcia Lopez | Sean Cummings          | 2021. november 19. |
| 3.   | 3.  | Vadkutya swing (Dog Star Swing)           | Michael Katleman  | Christopher Yost       | 2021. november 19. |
| 4.   | 4.  | Callisto soul (Callisto Soul)             | Michael Katleman  | Vivian Lee             | 2021. november 19. |
| 5.   | 5.  | Sötét oldal tangó (Darkside Tango)        | Alex Garcia Lopez | Liz Sagal              | 2021. november 19. |
| 6.   | 6.  | Bináris 2-step (Binary Two-Step)          | Michael Katleman  | Karl Taro Greenfeld    | 2021. november 19. |
| 7.   | 7.  | Galileo hustle (Galileo Hustle)           | Alex Garcia Lopez | Alexandra E. Hartman   | 2021. november 19. |
| 8.   | 8.  | Szomorú bohóc go-go (Sad Clown A-Go-Go)   | Alex Garcia Lopez | Javier Grillo-Marxuach | 2021. november 19. |
| 9.   | 9.  | Kék varjú keringő (Blue Crow Waltz)       | Michael Katleman  | Jennifer Johnson       | 2021. november 19. |
| 10.  | 10. | Szupernóva szimfónia (Supernova Symphony) | Michael Katleman  | Christopher Yost       | 2021. november 19. |

## A sorozat készítése
2017. június 6-án bejelentették, hogy a Cowboy Bebop élőszereplős adaptációja készül a Tomorrow Studios által — a Marty Adelstein és az ITV Studios partnersége, valamint a Sunrise Inc. közreműködésével, amely az eredeti animét is készítette — Christopher Yosttal, mint a sorozat írójával. 2018. november 27-én a Netflix bejelentette, hogy az élőszereplős sorozat az ő streaming platformjukon lesz elérhető. A Tomorrow Studios egyik producere, André Nemec, aki 2011 körül fedezte fel az animét a testvére által, lett kinevezve a sorozat showrunnerévé.

### Forgatás
A forgatás Új-Zélandon, Auckland környékén 185 helyszínen zajlott 2019 júliusa és 2021 márciusa között.